# Louis Wouters
Louis Wouters (Antwerpen, 18 oktober 1921 - Saint-Luc, 4 augustus 1999) was een Belgische jurist en voetbalbestuurder. Hij was van 1967 tot 1987 voorzitter van de Koninklijke Belgische Voetbalbond (KBVB).
Wouters was de schoonzoon van Oscar Vankesbeeck, die in de jaren 30 en 40 voorzitter was van de KBVB. Wouters' eigen schoonzoon, François De Keersmaecker, werd in 2006 voorzitter van de voetbalbond.

## Carrière
Louis Wouters was een jurist van opleiding en begon zijn loopbaan als sportbestuurder bij Racing Mechelen, waar zijn schoonvader Oscar Vankesbeeck voorzitter was. In 1947 oefende Wouters zijn eerste functie bij de Koninklijke Belgische Voetbalbond (KBVB) uit. Doorheen de jaren werkte hij zich op binnen de voetbalbond. Op 1 juli 1967 werd hij officieel benoemd tot voorzitter van de KBVB. De Antwerpenaar stond bekend als een uitstekend redenaar. Vanaf 1973 liet hij zich bijstaan door secretaris-generaal Albert Roosens, met wie hij bijna 20 jaar nauw zou samenwerken. Onder Wouters' leiding kreeg de voetbalbond een juridische structuur, professionaliseerde het Belgisch voetbal en zetten de Rode Duivels hun beste prestatie neer (vierde op het WK 1986).
Maar Wouters kreeg ook veel kritiek te verduren tijdens zijn regeerperiode. Hij werd door tegenstanders en critici omschreven als een autocraat en verlicht despoot. Weinigen durfden hem tijdens zijn voorzitterschap tegen te spreken. Pas in de jaren 80, toen twee grote schandalen het Belgisch voetbal op zijn kop zetten, kwam er een einde aan Wouters' hegemonie. In 1984 ontdekte onderzoeksrechter Guy Bellemans het omkoopschandaal Standard-Waterschei en legde hij een zwartgeldcircuit in het Belgisch voetbal bloot. Een jaar later vond het Heizeldrama plaats in Brussel. Zowel Wouters als Roosens draaide op voor de juridische gevolgen van het drama. Wouters' gezondheid verslechterde en in 1987 werd hij weggestemd als voorzitter van de voetbalbond. Hij werd opgevolgd door Michel D'Hooghe.
Naast Racing Mechelen, werkte Wouters ook in een bestuursfunctie bij de clubs Willebroek SV en Boom FC. Daarnaast was hij ook een tijd voorzitter van de Entente de Florence, een vereniging van West- en Midden-Europese voetbalbonden.
Wouters overleed op 77-jarige leeftijd in het Zwitserse Saint-Luc.